# The Dragon's Net

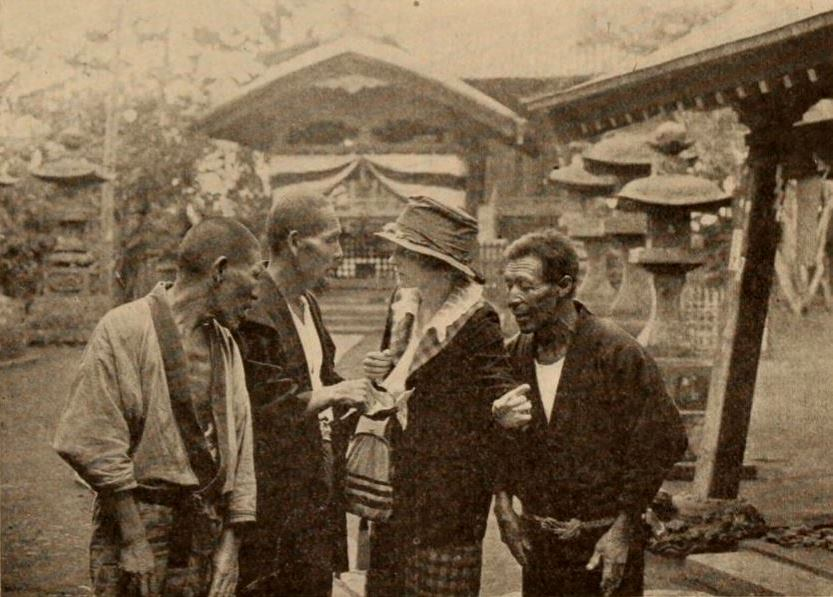
Marie Walcamp em Tokyo, Japão, durante a filmagem do seriado The Dragon's Net (1920), p. 87 de 20 de dezembro de 1919, Exhibitors Herald.

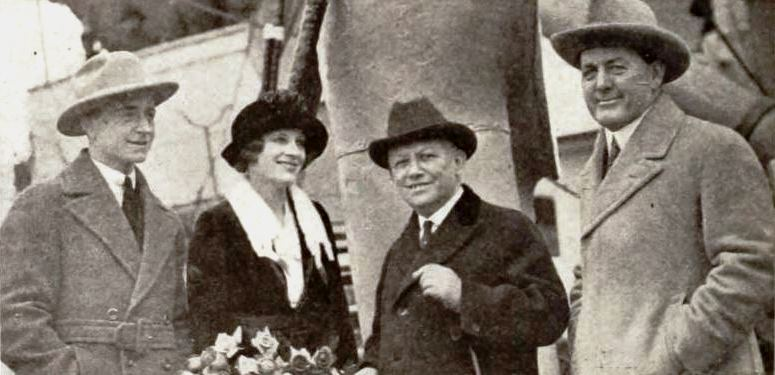
O cast do seriado The Dragon's Net (1920), apresentando da esquerda para direita Harland Tucker, Marie Walcamp (Mrs. Tucker), Carl Laemmle, presidente da Universal, e o diretor Henry MacRae, p. 64 de 8 de maio de 1920, Exhibitors Herald

The Dragon's Net é um seriado estadunidense de 1920, gênero ação, dirigido por Henry MacRae, em 12 capítulos, estrelado por Marie Walcamp e Harland Tucker. Produzido e distribuído pela Universal Pictures, veiculou nos cinemas estadunidenses entre 23 de agosto e 8 de novembro de 1920.
Foi adaptado do livro de J. Allan Dunn, "The Petals of Lao-Tze", publicado em 18 de dezembro de 1917 na revista Adventure. Muitas cenas foram rodadas no Hawaii e no Extremo Oriente.
Este seriado é considerado perdido.

## Sinopse
O seriado apresenta Marie Walcamp como Marie Carlton, uma jovem mulher na posse de uma folha de lótus dourado, o que, combinado com sete pedras semelhantes, pode conter o segredo da vida perpétua. King Carson (Otto Lederer), porém, está disposto a sacrificar qualquer coisa para se apossar da folha de Marie, seguindo-a através da China, Japão e Filipinas. Harlan Tucker personifica o cavaleiro em brilhante armadura. Foi alegado ter sido filmado em localidades reais no Oriente. 

## Elenco
- Marie Walcamp[5] - Marie Carlton
- Harland Tucker - Harlan Keeler (creditado Harlan Tucker)
- Otto Lederer - King Carson
- Wadsworth Harris - Doutor Redding

## Capítulos
1. The Mysterious Murder
2. Thrown Overboard
3. A Watery Grave
4. Into the Chasm
5. A Jump for Life
6. Captured in China
7. The Unseen Foe
8. Trailed in Peking
9. On the Great Wall of China
10. The Train of Death
11. The Shanghai Peril
12. The Unmasking